# Hada orientalis
Hada orientalis är en fjärilsart som beskrevs av Alphéraky 1882. Hada orientalis ingår i släktet Hada och familjen nattflyn. Inga underarter finns listade i Catalogue of Life.